# Pozsonyszőlős
Pozsonyszőlős (vagy Prácsa, szlovákul Vajnory, németül Weinern) Pozsony város része Szlovákiában, a Pozsonyi kerület Pozsonyi III. járásában.

## Fekvése
Pozsony központjától 10 km-re északkeletre fekszik.

## Története
A régészeti leletek tanúsága szerint területén a korai vaskorban a La Tène-kultúra települése állt. A korai középkorból mellékletek nélküli avar-szláv csontvázas temető került itt elő. A település Pozsony várának szolgálófalujaként keletkezett, első írásos említése 1237-ben történt. III. András oklevele 1291-ben Zeuleus néven említette. 1297-ig az esztergomi érsek birtokolta, aki ekkor a heiligenkreuzi apátság tulajdonában levő Tardoskeddel elcserélte. Nevét szőlőhegyeiről, borászatáról kapta, ekkor kezdték németül "Weinern" néven említeni. Ebből származik a szlovák Vajnory név is. A 16. században a falut Pozsony város vásárolta meg és három évszázadig a város tulajdona volt. A jobbágyság megszüntetése után, 1851-ben önálló község lett.
Vályi András szerint „PRÁCSA. Tót falu Pozsony Vármegyében, földes Ura Pozsony Városa, lakosai katolikusok, fekszik Pozsonyhoz, ’s Ivánkához nem meszsze, majorja is vagyon, határjának jó termékenységéhez képest, első osztálybéli.”
Fényes Elek szerint „Pracsa, (Weinern), régen Szőlős, tót falu, Poson vmegyében, Posontól 1 1/2 órányira: 1153 kath. lak. Kath. paroch. templom, egy majorral, tehenészettel. A régi oklevelekben Sőlősnek eveztetik. Szántóföldjei jók; rétjei igen szépek, de főgazdasága még is szőlőhegyében áll, melly alkalmasint az egész megyében a legjobb bort termi. Mikor az időjárása ugy hozza magával, aszuszőlőt csinálnak itt, melly a sz. györgyivel jóságára méltán vetélkedhetik, sőt mennyiségével azt jóval felűl haladja. Egyébiránt a posoni polgárok sok szőlőt birnak itt, kiknek csinos mulató présházaik nem kevés diszt adnak ezen szőlőhegynek. F. u. Poson városa.”
1946-ban Pozsony városához csatolták.

## Népessége
1880-ban 1286 lakosából 1180 szlovák és 38 magyar anyanyelvű volt.
1890-ben 1544 lakosából 1456 szlovák és 64 magyar anyanyelvű volt.
1900-ban 1769 lakosából 1637 szlovák és 122 magyar anyanyelvű volt.
1910-ben 1863 lakosából 1759 szlovák és 92 magyar anyanyelvű volt.
1921-ben 1994 lakosából 1913 csehszlovák és 28 magyar volt.
1930-ban 2608 lakosából 2566 csehszlovák és 21 magyar volt.
2011-ben 5053 lakosából 4576 szlovák és 58 magyar volt.

## Nevezetességei

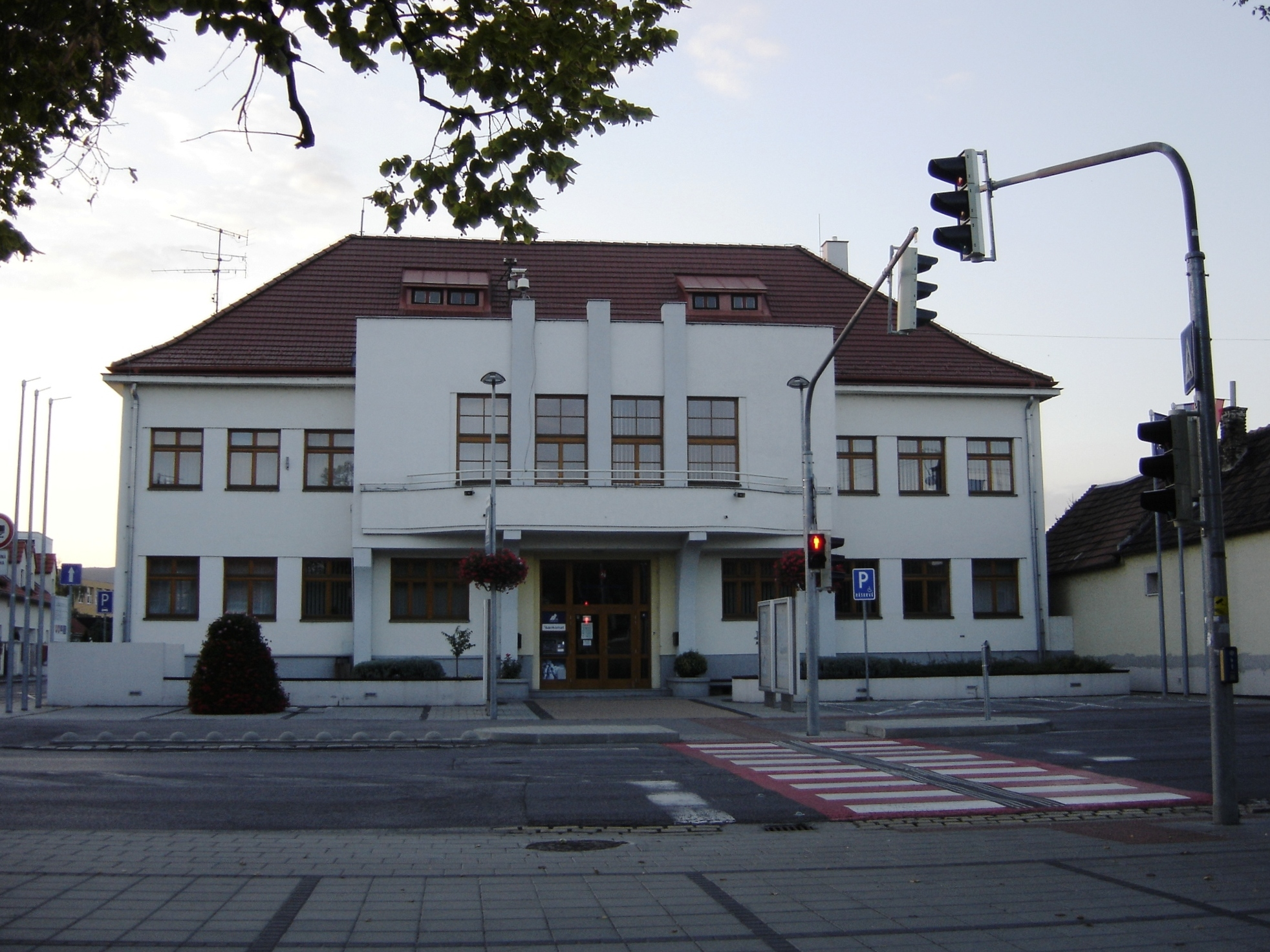
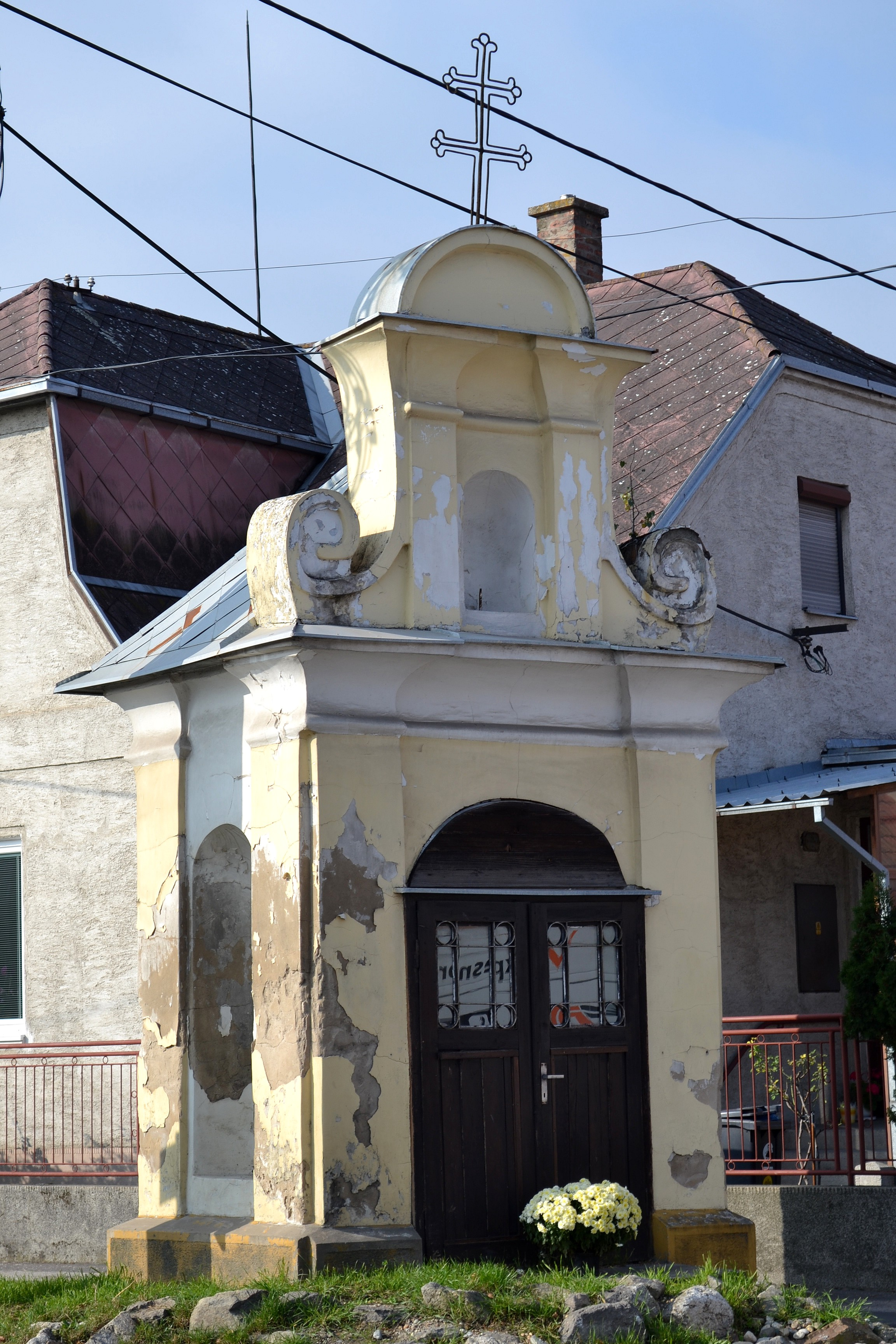
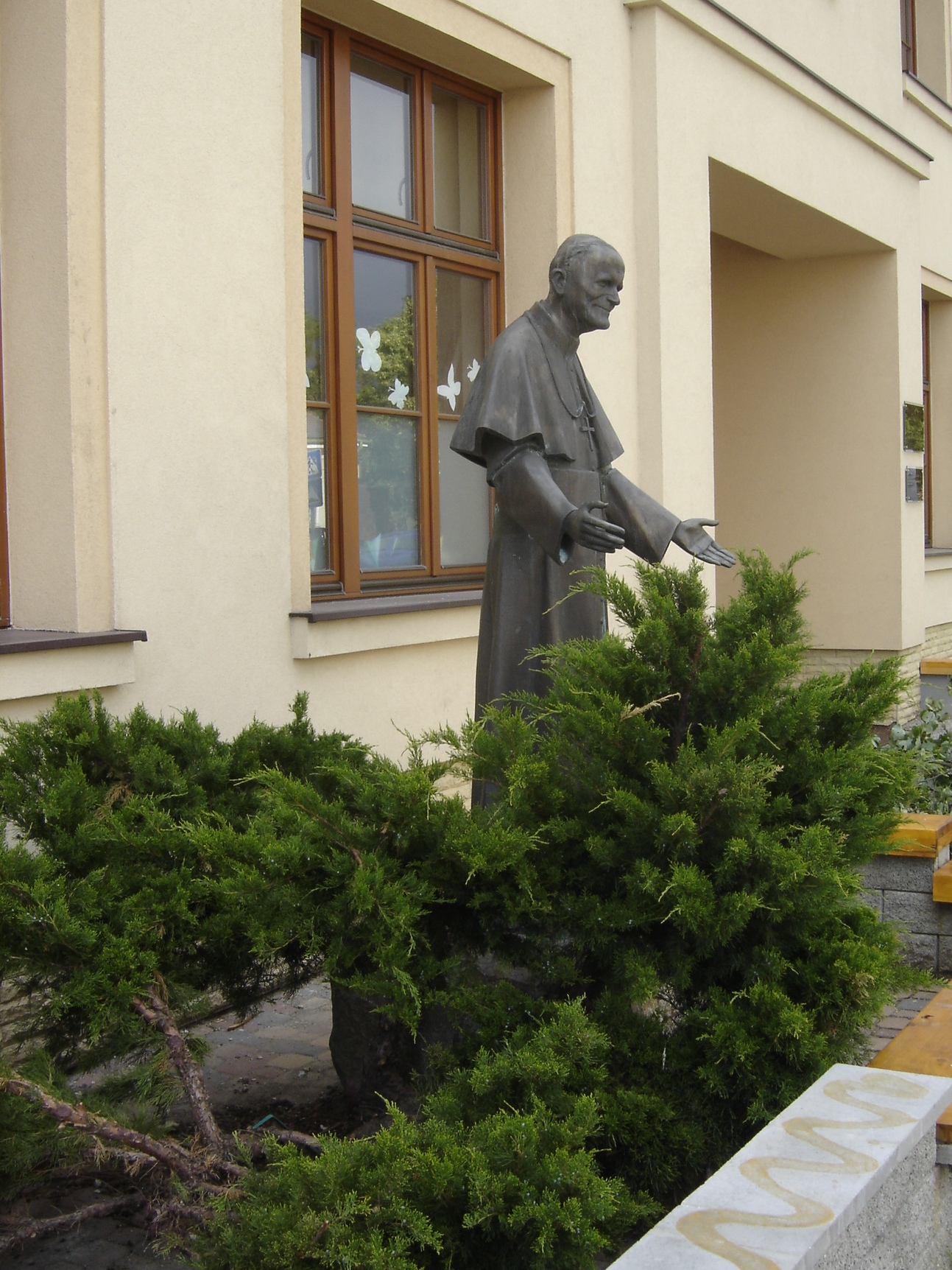
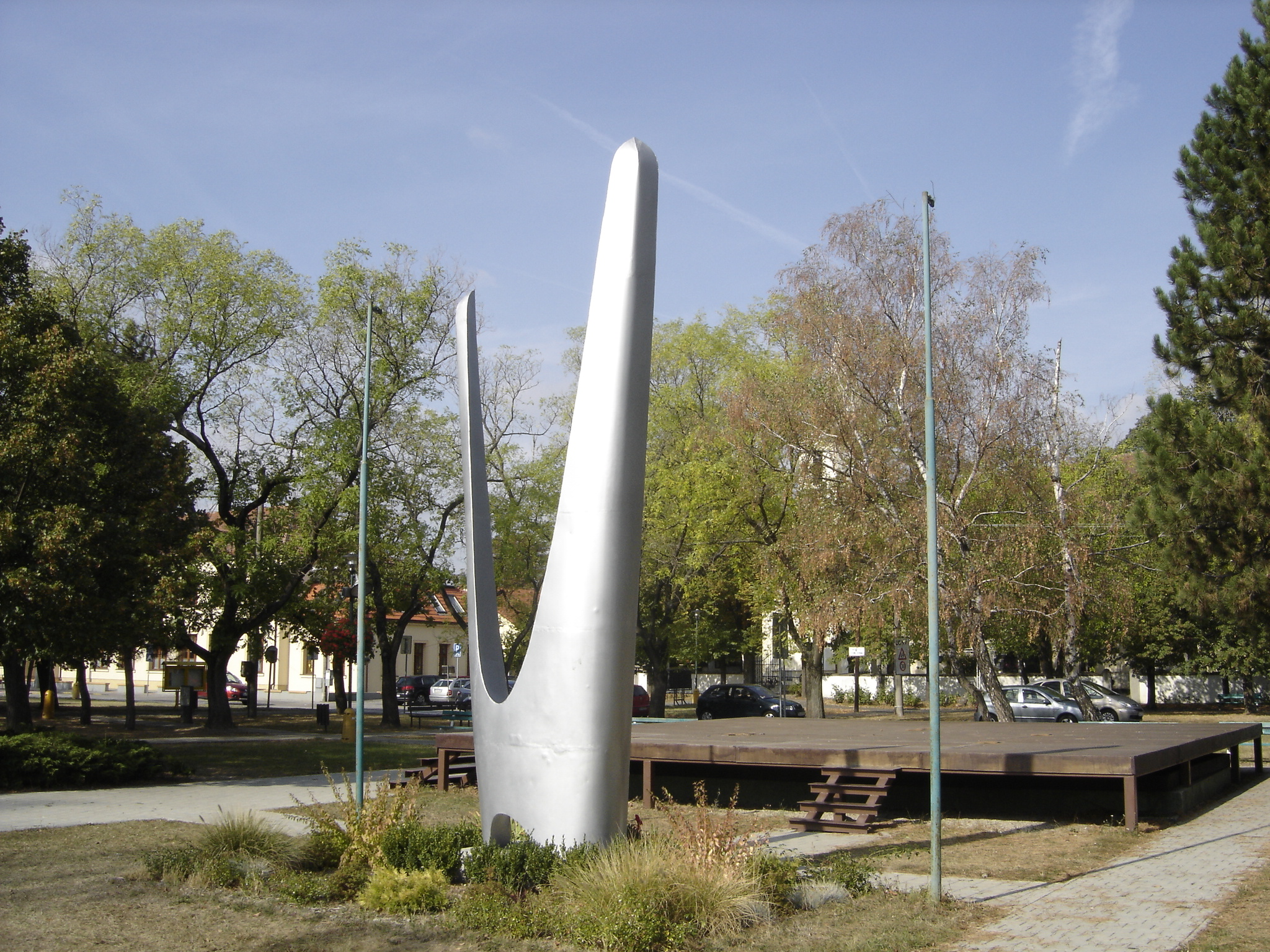
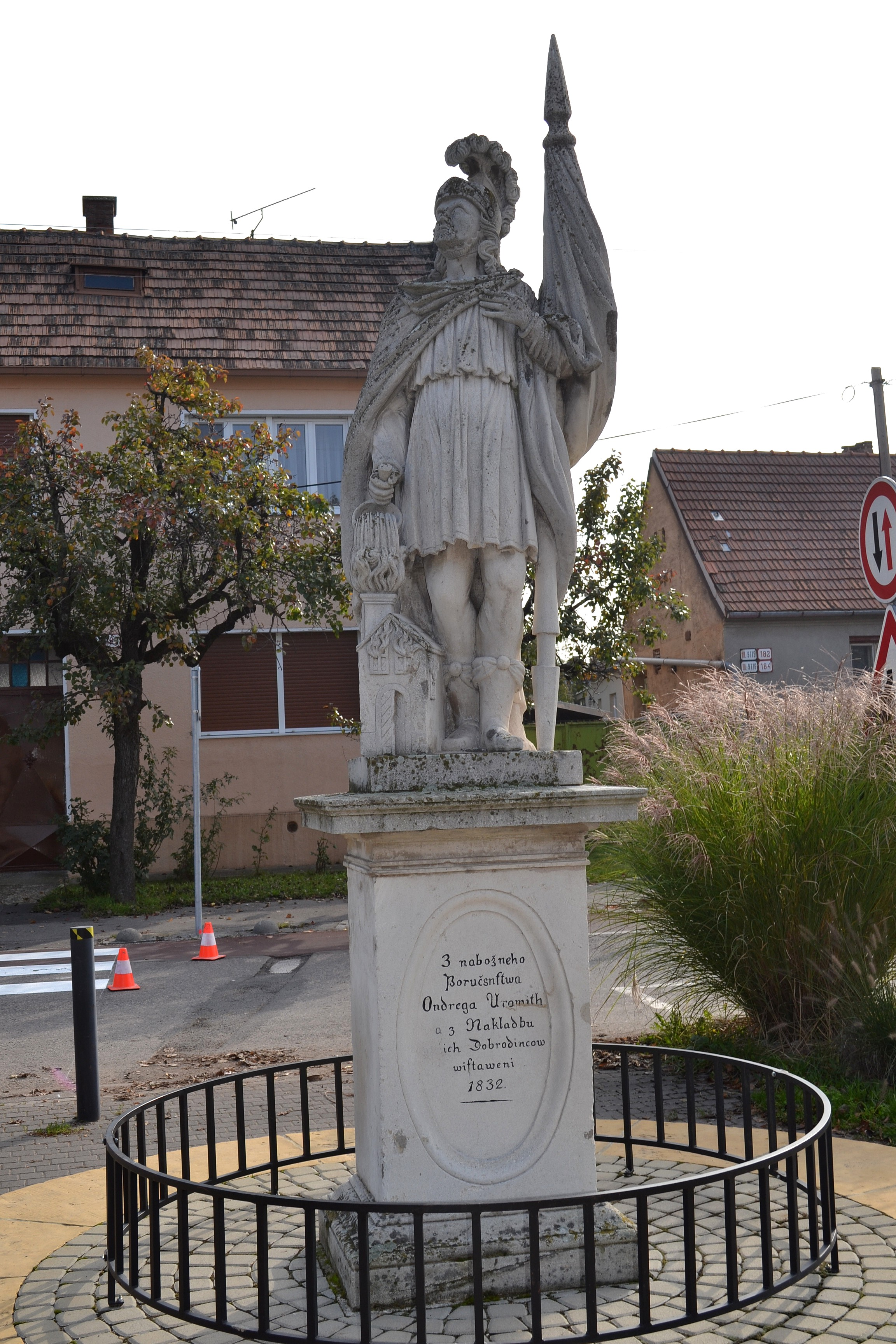
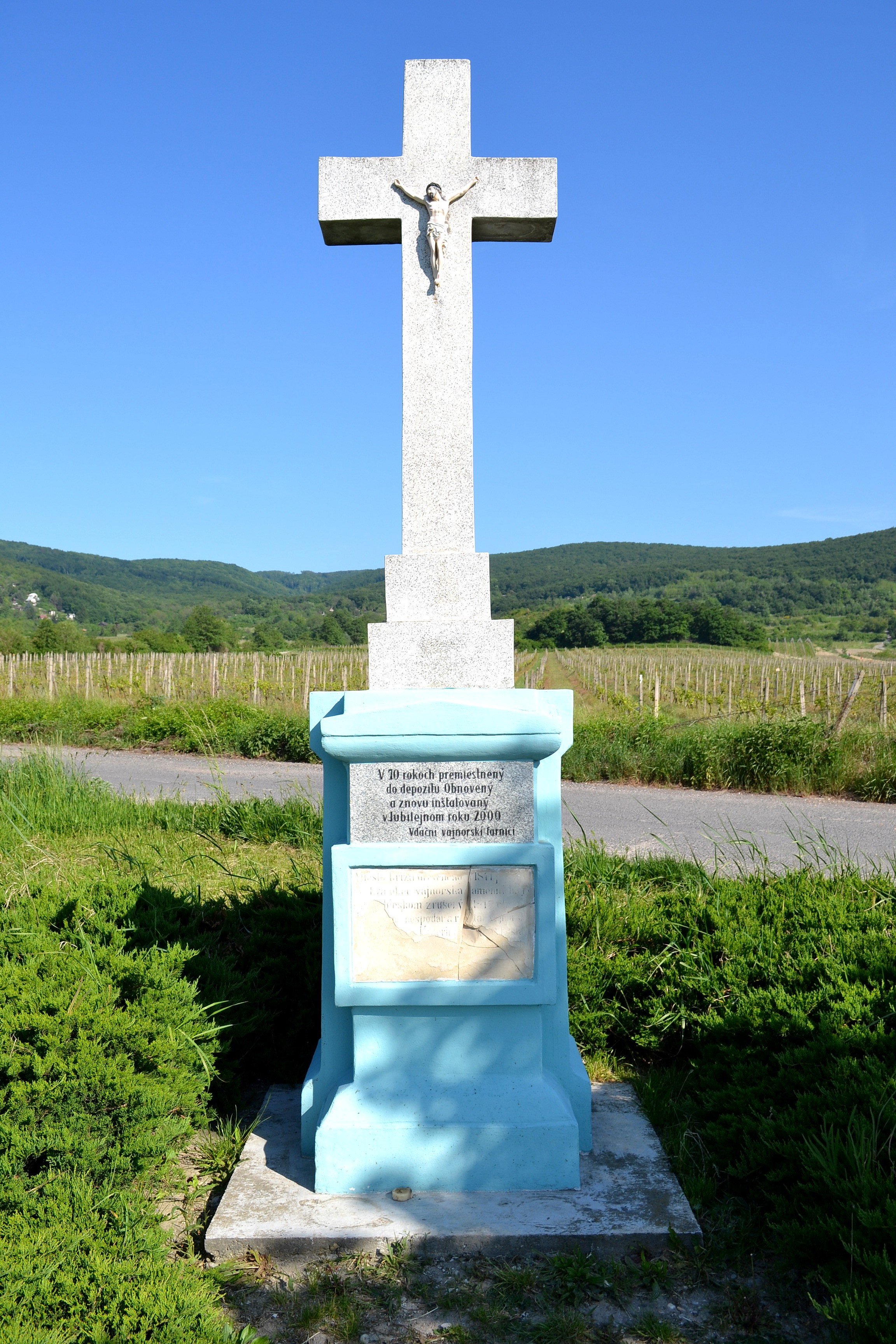

1992-ben Pozsonyszőlős központját műemléki övezetté nyilvánították.
- Legrégibb épülete a templom, amely 1270 és 1278 között épült, eredetileg Szűz Mária tiszteletére volt szentelve, majd Szent László király lett a védőszentje. 1968-ban a Hétfájdalmú Szűzanya tiszteletére szentelték fel újra. Egyhajós templom volt sokszögzáródású szentéllyel. 1771-ben új hajóval bővítették.
- Szent Flórián szobra.

## Gazdasága
Borászatának régi hagyománya van. Az 1980-as évek végén 180 hektárnyi területen termesztettek szőlőt.